# Willems
För andra betydelser, se Willems (olika betydelser).
Willems är en kommun i departementet Nord i regionen Hauts-de-France i norra Frankrike. Kommunen ligger i kantonen Lannoy som tillhör arrondissementet Lille. År 2022 hade Willems 2 969 invånare.

## Befolkningsutveckling
Antalet invånare i kommunen Willems
| Referens: INSEE |